# Dicnida rigida
Dicnida rigida är en nässeldjursart som beskrevs av Bouillon 1978. Dicnida rigida ingår i släktet Dicnida och familjen Zancleopsidae. Inga underarter finns listade i Catalogue of Life.